# Schai Mosche Piron

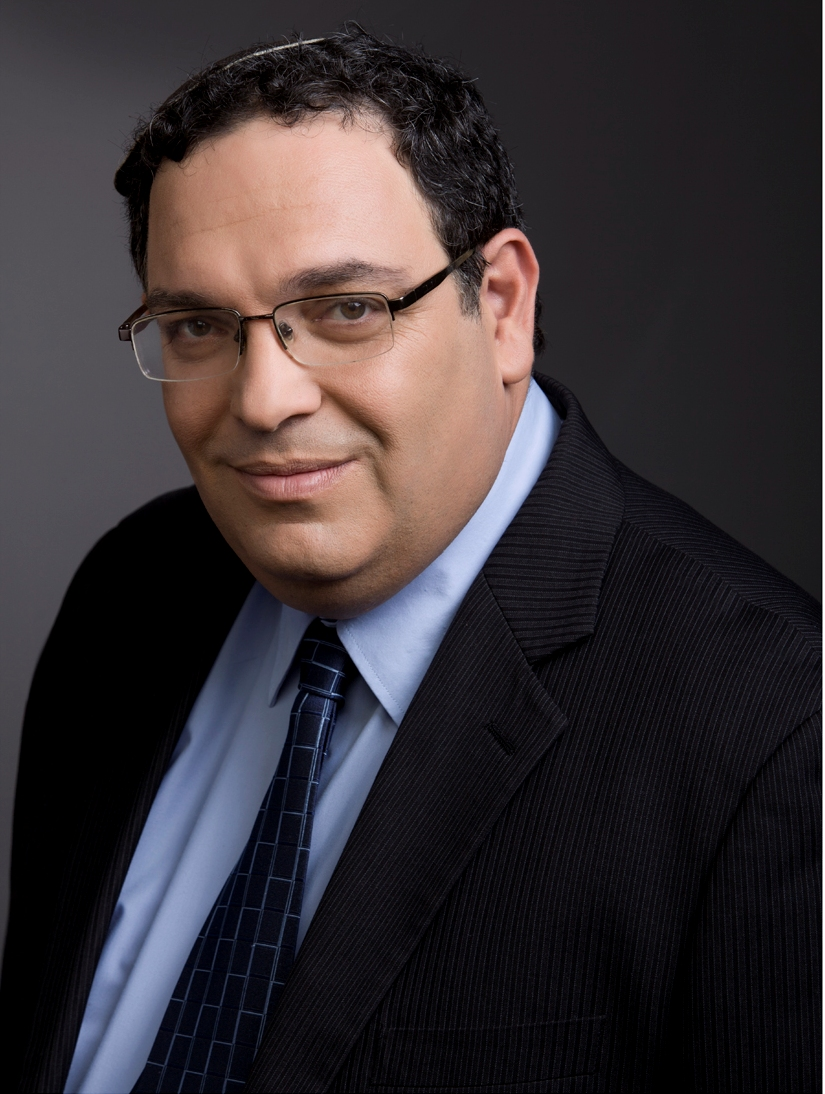
Schai Mosche Piron, 2012

Schai Mosche Piron (hebräisch שי פירון, * 25. Januar 1965 in Kfar Vitkin, Israel) ist ein israelischer Rabbiner, Erzieher und Politiker.

## Leben
Piron war Co-Leiter der Hochschule Jeschiwa in Petach Tikwa. Er ist der CEO von Ha-Kol le-Chinuch (hebräisch הַכֹּל לחִנּוּךְ; lit. "alles für die Bildung"). Piron ist in Projekten tätig, die versuchen, Differenzen zwischen orthodoxen Juden und säkularen Juden beizulegen. Piron ist ein Vertreter des religiösen Zionismus und war Parteimitglied der Jesch Atid. 2013 wurde er zum Bildungsminister ernannt und ersetzte dabei Gideon Sa’ar. Am 4. Dezember 2014 wurde er von Naftali Bennett als Bildungsminister abgelöst. Von 2013 bis 2015 war er Abgeordneter der Knesset. 